# Dominic Schmuck
Dominic Schmuck (* 25. Mai 1996) ist ein ehemaliger deutscher Biathlet. Er ist zweifacher Medaillengewinner bei Europameisterschaften und wurde 2020 Deutscher Meister im Sprint.

## Sportliche Laufbahn
Dominic Schmuck begann mit sechs Jahren das Skilanglaufen und war in seiner Jugend in dieser Sportart aktiv, im Sommer betrieb er zudem Triathlon. Seit seinem 16. Lebensjahr übt er schließlich den Biathlonsport aus. Schmuck bestritt seine ersten internationalen Rennen bei den Juniorenweltmeisterschaften 2015, wo er als Vierter mit der Staffel eine Medaille knapp verpasste. Anders verlief dies zwei Jahre später, in der Juniorenklasse gewann er mit Justus Strelow, Danilo Riethmüller und David Zobel die Bronzemedaille. In den Folgejahren bestritt der Deutsche keine internationalen Rennen, war aber 2016, 2017 und 2019 bei den nationalen Meisterschaften erfolgreich, indem er mit der Herrenstaffel dreimal Bronze gewann. Im Januar 2019 startete er erstmals in zwei Rennen im IBU-Cup und sammelte als 33. des Verfolgers auch Ranglistenpunkte. Für den Winter 2019/20 wurde Schmuck in die IBU-Cup-Mannschaft aufgenommen und startete den ganzen Winter auf dieser Ebene, wobei er sechsmal in die Top 20 lief. Auch nahm er an den Europameisterschaften in Minsk teil, wo als beste Platzierung Rang 11 im Verfolger resultierte. Im September 2020 folgte dann sein größter Erfolg, im Sprintrennen der Deutschen Meisterschaften ließ Schmuck sämtliche Weltcupstarter hinter sich und triumphierte dank fehlerfreiem Schießen vor Benedikt Doll und Philipp Horn.

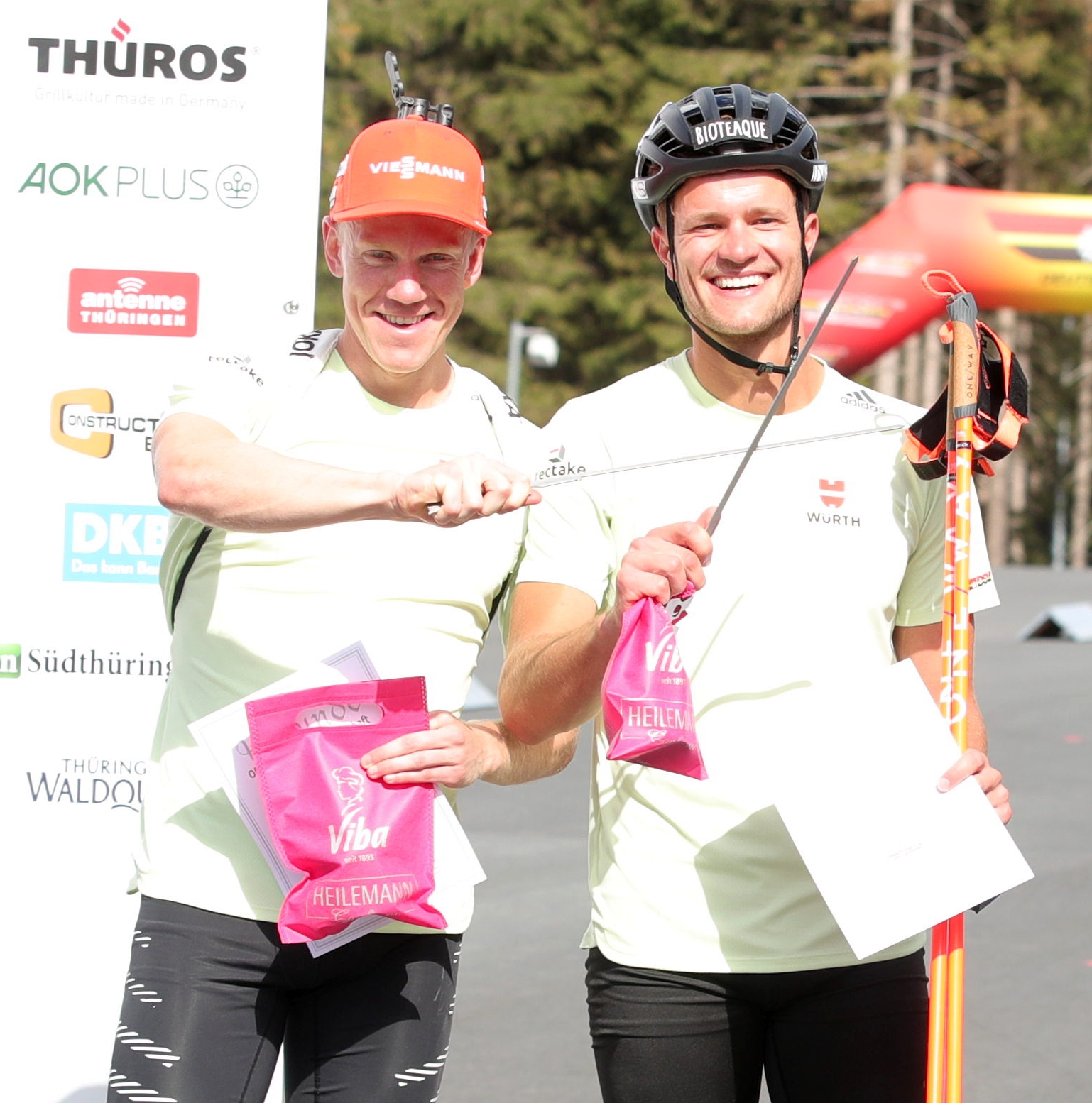
Schmuck (rechts) neben Roman Rees bei den deutschen Meisterschaften 2022

Auch 2020/21 verlief erfolgreich, gleich zu Beginn der Saison gewann Schmuck am Arber mit der Mixedstaffel sein erstes IBU-Cup-Rennen. Bei den Europameisterschaften lief er in Sprint und Verfolgung in die Top 10, zudem gewann er mit Vanessa Voigt, Marion Deigentesch und Philipp Nawrath Silber im Mixedstaffelrennen und damit seine erste internationale Medaille auf Seniorenebene. Am Saisonende verpasste der 24-Jährige sein erstes Einzelpodest nur knapp, mit der Mixedstaffel gab es außerdem einen weiteren IBU-Cup-Triumph. Ohne herausragende Ergebnisse verlief die Saison 2021/22, bestes Resultat waren zwei elfte Plätze. Seine erfolgreichste Saison absolvierte Schmuck 2022/23: zwar wartete der Deutsche weiterhin auf einen Podestplatz, lief aber inklusive der EM sechsmal unter die besten Zehn in einem Individualbewerb, gewann beim Saisonhöhepunkt wie zwei Jahre zuvor die Silbermedaille mit der Mixedstaffel, diesmal mit Lisa Spark, Selina Grotian und Lucas Fratzscher, und beendete den Winter auf Position 8 der Gesamtrangliste, was knapp nicht für einen Start beim Weltcupfinale ausreichte.
In der Saison 2023/24 konnte Dominic Schmuck sich nicht für internationale Einsätze qualifizieren. Er gewann die Gesamtwertung des Deutschlandpokals, gab aber infolgedessen Mitte März 2024 das Ende seiner Karriere als Leistungssportler bekannt.

## Persönliches
Dominic Schmuck lief für den SC Schleching, für den auch Andreas Birnbacher in früheren Jahren gestartet war.

## Statistiken

### Jugend-/Juniorenweltmeisterschaften
Schmuck nahm 2015 an den Jugend- und 2016 an den Juniorenwettkämpfen teil.
| Weltmeisterschaften | Weltmeisterschaften | Einzelwettbewerbe | Einzelwettbewerbe | Einzelwettbewerbe | Herrenstaffel |
| Jahr                | Ort                 | Einzel            | Sprint            | Verfolgung        | Herrenstaffel |
| ------------------- | ------------------- | ----------------- | ----------------- | ----------------- | ------------- |
| 2015                | Minsk               | 50.               | 64.               | –                 | 4.            |
| 2017                | Osrblie             | 13.               | 14.               | 13.               | 3.            |

### IBU-Cup-Siege
| Nr. | Datum         | Ort          | Disziplin      |
| --- | ------------- | ------------ | -------------- |
| 1.  | 17. Jan. 2021 | Arber        | Staffel 1      |
| 2.  | 14. März 2021 | Obertilliach | Mixedstaffel 2 |